# Chronostasis
Chronostasis  is een illusie waarbij de eerste zintuiglijke indruk na een oogbeweging subjectief langer lijkt te duren. Het bekendste voorbeeld is het verschijnsel dat de secondewijzer van een klok even stil lijkt te staan. De eerste beweging van de secondewijzer na de oogbeweging lijkt langer op zich te laten wachten dan de daaropvolgende bewegingen van de secondewijzer.
Onderzoekers vermoeden dat deze illusie wordt veroorzaakt doordat er in de hersenen een continue tijdsbeleving wordt geconstrueerd, waarbij de tijd die nodig was voor de oogbeweging wordt overbrugd. Ofschoon dit effect bij elke oogbeweging optreedt, wordt men zich er pas van bewust als er een externe referentie aanwezig is, zoals een klok.
Hetzelfde effect kan ook opgemerkt worden bij auditieve stimuli, bijvoorbeeld de wektoon van een telefoon.